# Albany (Oregón)
Albany es una ciudad ubicada en los condados de Linn (del que es sede de condado) y Benton en el estado estadounidense de Oregón. En el año 2000 tenía una población de 40.852 habitantes y una densidad poblacional de 993.3 personas por km².

## Geografía
Albany se encuentra ubicada en las coordenadas 44°37′49″N 123°5′46″O / 44.63028, -123.09611.

## Demografía
Según la Oficina del Censo en 2000 los ingresos medios por hogar en la localidad eran de $39,409, y los ingresos medios por familia eran $46,094. Los hombres tenían unos ingresos medios de $36,457 frente a los $24,480 para las mujeres. La renta per cápita para la localidad era de $18,570. Alrededor del 11.6% de la población estaban por debajo del umbral de pobreza.